# Christine Sponring
Christine Sponring, avstrijska alpska smučarka, * 22. junij 1983, Schwaz.
Nastopila je na Olimpijskih igrah 2002, kjer je odstopila v slalomu in kombinaciji. Na svetovnih prvenstvih je nastopila trikrat, leta 2000 je osvojila srebrno medaljo v kombinaciji, dosegla je tudi osmo mesto v smuku. V svetovnem pokalu je tekmovala devet sezon med letoma 1989 in 2009 ter dosegla tri uvrstitve na stopničke. V skupnem seštevku svetovnega pokala je bila najvišje na 39. mestu leta 2007.